# تیف (میزوری)
تیف (به انگلیسی: Tiff) یک منطقهٔ مسکونی در ایالات متحده آمریکا است که در میزوری واقع شده‌است.